# Kanižští
Kanižští, někdy též Kanizsaiové nebo Kanizsayové (chorvatsky Kaniški, maďarsky Kanizsai család nebo Kanizsay család), hrabata ze Sprinzenmarktu a Hornštejna, jsou někdejší uherský šlechtický rod. Je jednou z odnoží rodu Csornů, z původního rozrodu Osolských.  

## Historie
V roce 1318 se Vavřinec (Lőrinc) Osolský stal velitelem hradu (maďarsky várnagy, latinsky maior Castri) ve Velké Kaniži, který tehdy patřil rodu Köszegů. Ti se však vzbouřili proti králi Karlu I. Robertovi, který poté předal kanižské panství Vavřincovi, který se podle něho začal psát. 
V průběhu 14.–16. století vzešlo z tohoto rodu několik významných osobností.

## Významní členové rodu

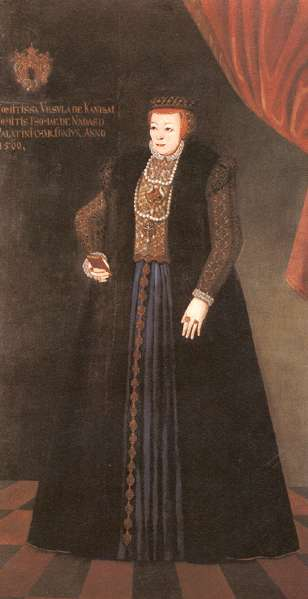
Uršula Kanižská, poslední příslušnice rodu

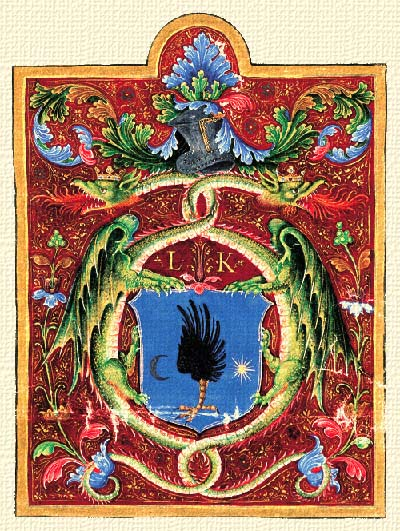
Erb Ladilslava Kanižského

- Vavřinec Kanižský (Lőrinc Kanizsai, † 1330), první toho jména, správce Kaniže poté ispán Zalanské župy
- Štěpán Kanižský, syn předchozího, záhřebský biskup.
- Jan Kanižský (1350–1418), vnuk Vavřince, arcibiskup v Ostřihomi a kníže-primas uherský, kancléř Uherského království.
- Mikuláš Kanižský († 1404), bratr předchozího, královský pokladník.
- Jiří Kanižský († 1509 / 1510), chorvatský bán (1498–1499 a 1508–1509).
- Štěpán Kanižský, bratr předchozího, královský nejvyšší dveřník.
- Ladislav Kanižský († 1477 / 1478), voják a státník, sedmihradský kníže.
- Dorotea Kanižská (1490–?), provdaná za palatina Imricha III. Perényiho, chorvatského bána
- Uršula Kanižská (1523–1571), poslední člen rodu, manželka uherského palatina barona Tomáše Nádasdy (1498–1562).